# Fuga (electrónica)
En electrónica, la fuga es la transferencia gradual de energía eléctrica a través de un límite normalmente considerado aislante, como la descarga espontánea de un condensador cargado, el acoplamiento magnético de un transformador con otros componentes o el flujo de corriente a través de un transistor en estado "apagado" o un diodo polarizado inversamente.

## En los condensadores
La pérdida gradual de energía de un condensador cargado se debe principalmente a los dispositivos electrónicos conectados a los condensadores, como transistores o diodos, que conducen una pequeña cantidad de corriente incluso cuando están apagados. Aunque esta corriente apagada es un orden de magnitud menor que la corriente que pasa por el dispositivo cuando está encendido, la corriente sigue descargando lentamente el condensador. Otro factor que contribuye a las fugas de un condensador es la imperfección no deseada de algunos materiales dieléctricos utilizados en condensadores, también conocida como fuga dieléctrica. Es el resultado de que el material dieléctrico no sea un aislante perfecto y tenga una conductividad distinta de cero, lo que permite que fluya una corriente de fuga que descarga lentamente el condensador.
Otro tipo de fuga se produce cuando la corriente se escapa del circuito previsto y fluye por un camino alternativo. Este tipo de fuga es indeseable porque la corriente que fluye por el camino alternativo puede causar daños, incendios, ruido de RF o electrocución. Las fugas de este tipo pueden medirse observando que el flujo de corriente en algún punto del circuito no coincide con el flujo en otro. Las fugas en un sistema de alta tensión pueden ser fatales para un ser humano en contacto con la fuga, como cuando una persona conecta accidentalmente a tierra una línea eléctrica de alta tensión.

## Entre conjuntos y circuitos electrónicos
Las fugas también pueden significar una transferencia no deseada de energía de un circuito a otro. Por ejemplo, las líneas magnéticas de flujo no estarán totalmente confinadas dentro del núcleo de un transformador de potencia; otro circuito puede acoplarse al transformador y recibir parte de la energía filtrada a la frecuencia de la red eléctrica, lo que provocará un zumbido audible en una aplicación de audio.
La corriente de fuga es también cualquier corriente que fluye cuando la corriente ideal es cero. Tal es el caso de los conjuntos electrónicos cuando están en modo de espera, desactivados o "dormidos" (alimentación en reposo). Estos dispositivos pueden consumir uno o dos microamperios en estado de reposo, frente a cientos o miles de miliamperios en pleno funcionamiento. Estas corrientes de fuga se están convirtiendo en un factor importante para los fabricantes de dispositivos portátiles debido a su efecto indeseable en el tiempo de funcionamiento de la batería para el consumidor.
Cuando se utilizan filtros de red en los circuitos de alimentación que alimentan un conjunto eléctrico o electrónico, por ejemplo, un variador de frecuencia o un convertidor de potencia CA/CC, las corrientes de fuga fluyen a través de los condensadores "Y" que están conectados entre los conductores de fase y neutro al conductor de puesta a tierra. La corriente que fluye a través de estos condensadores se debe a la impedancia de los condensadores a las frecuencias de la línea de alimentación. En general, se considera aceptable cierta cantidad de corriente de fuga; sin embargo, una corriente de fuga excesiva, superior a 30 mA, puede crear un peligro para los usuarios del equipo. En algunas aplicaciones, por ejemplo, dispositivos médicos con contacto con el paciente, la cantidad aceptable de corriente de fuga puede ser bastante baja, inferior a 10 mA.

## En semiconductores
En los dispositivos semiconductores, las fugas son un fenómeno cuántico en el que los portadores de carga móviles (electrones o huecos) atraviesan una región aislante. Las fugas aumentan exponencialmente a medida que disminuye el grosor de la región aislante. Las fugas por efecto túnel también pueden producirse a través de uniones semiconductoras entre semiconductores muy dopados de tipo P y de tipo N. Además de las fugas por túnel a través del aislante de puerta o las uniones, los portadores también pueden fugarse entre los terminales de fuente y drenaje de un transistor semiconductor de óxido metálico (MOS). Esto se denomina conducción subumbral. La principal fuente de fugas se produce en el interior de los transistores, pero los electrones también pueden filtrarse entre las interconexiones. Las fugas aumentan el consumo de energía y, si son suficientemente grandes, pueden provocar el fallo completo del circuito.
En la actualidad, las fugas son uno de los principales factores que limitan el aumento del rendimiento de los procesadores informáticos. Los esfuerzos para minimizar las fugas incluyen el uso de silicio tenso, dieléctricos de alto k y/o niveles más altos de dopantes en el semiconductor. La reducción de las fugas para continuar la ley de Moore no sólo requerirá nuevas soluciones materiales, sino también un diseño adecuado del sistema. 
Ciertos tipos de defectos en la fabricación de semiconductores se manifiestan como un aumento de las fugas. Por ello, la medición de fugas, o prueba Iddq, es un método rápido y barato para detectar chips defectuosos.
El aumento de las fugas es un modo de fallo común que resulta de la sobrecarga no catastrófica de un dispositivo semiconductor, cuando la unión o el Óxido de puerta sufren daños permanentes que no son suficientes para causar un fallo catastrófico. La sobrecarga del óxido de puerta puede provocar una corriente de fuga inducida por la tensión.
En los transistores de unión bipolar, la corriente de emisor es la suma de las corrientes de colector y de base. Ie = Ic + Ib. La corriente de colector tiene dos componentes: portadores minoritarios y portadores mayoritarios. La corriente minoritaria se denomina corriente de fuga.
En los transistores de efecto de campo de heteroestructura (HFET), la fuga de puerta suele atribuirse a la alta densidad de trampas que residen dentro de la barrera. Hasta ahora, se ha observado que la fuga de puerta de los HFET de GaN se mantiene en niveles más altos en comparación con sus homólogos de GaAs.
La corriente de fuga se mide generalmente en microamperios. Para un diodo de polarización inversa es sensible a la temperatura. La corriente de fuga debe examinarse cuidadosamente para aplicaciones que trabajan en amplios rangos de temperatura para conocer las características del diodo.